# Gaultheria insana
Gaultheria insana är en ljungväxtart som först beskrevs av Juan Ignacio Molina, och fick sitt nu gällande namn av D.J. Middleton. Gaultheria insana ingår i släktet Gaultheria och familjen ljungväxter. Inga underarter finns listade i Catalogue of Life.

## Bildgalleri

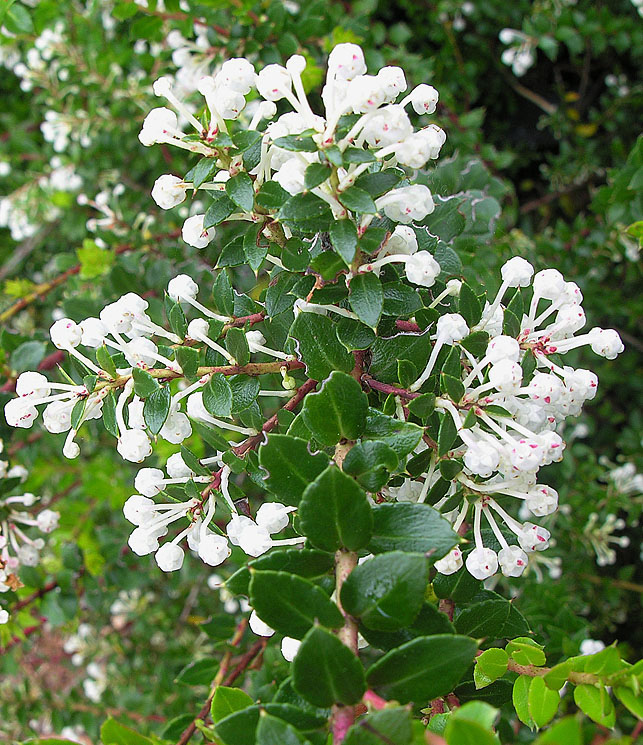